# Deutsche Skeleton-Meisterschaft 2009
Die Deutschen Skeleton-Meisterschaft 2009 fanden am 15. November 2008 in Winterberg statt. Veranstalter war der Bob- und Schlittenverband für Deutschland (BSD), Ausrichter war der Bob- und Schlittensportclub Sauerland Winterberg (BSC Winterberg), Veranstaltungsort war die Bobbahn Winterberg Hochsauerland. Die Organisationsleitung hatte Alois Schnorbus inne, Rennleiter war Manfred Schulte. Beide gehören dem BSC Winterberg an. Die Jury bestand aus dem Sportwart Skeleton des BSD Wolfgang Strauß, der den Vorsitz innehatte, sowie die Bundestrainern Skeleton Bernhard Lehmann und Frank Schwarz.
Wegen des engen Terminkalenders der Saison 2008/09 wurde die Meisterschaft schon zu Beginn der Saison und damit noch 2008 ausgerichtet. Deshalb fehlten auch die hoch eingeschätzten Anja Huber, Meisterin des Vorjahres und die Vizemeisterin Kerstin Szymkowiak bei den Frauen sowie Frank Rommel, Vizemeister des Vorjahres und Sandro Stielicke bei den Männern. Sie bereiteten sich im Rahmen des America’s Cup auf die Weltcup-Saison vor. Zudem fehlte Herren-Vorjahresmeister Sebastian Haupt aufgrund einer Verletzung. Somit wurden Katharina Heinz und Mirsad Halilovic erstmals Deutsche Meister.

## Männer
| Platz | Sportler             | Verein            | Laufzeiten                | Zeit    |
| ----- | -------------------- | ----------------- | ------------------------- | ------- |
| 1     | Mirsad Halilovic     | WSV Königssee     | 58,23 (1) 1:01,35 (1)     | 1:59,58 |
| 2     | Florian Grassl       | WSV Königssee     | 58,82 (4) 1:01,62 (2)     | +0,86   |
| 3     | David Lingmann       | RT Suhl           | 58,56 (2) 1:02,11 (5)     | +1,09   |
| 4     | Alex Gaszner         | BSC Winterberg    | 58,79 (3) 1:02,05 (4)     | +1,26   |
| 5     | Alexander Rotte      | BSC Winterberg    | 59,53 (6) 1:01,85 (3)     | +1,80   |
| 6     | Christian Sieger     | WSV Königssee     | 59,03 (5) 1:02,46 (7)     | +1,91   |
| 7     | Steffen Rothacker    | WSV Königssee     | 59,81 (8) 1:02,22 (6)     | +2,45   |
| 8     | Christian Baude      | BSR Oberhof       | 59,57 (7) 1:02,99 (10)    | +2,98   |
| 9     | David Ludwig         | BSR Oberhof       | 59,90 (9) 1:02,85 (9)     | +3,17   |
| 10    | Alexander Kröckel    | BSR Oberhof       | 1:00,56 (11) 1:02,49 (8)  | +3,47   |
| 11    | Daniel Lingenauber   | RSG Hochsauerland | 59,94 (10) 1:04,45 (12)   | +4,81   |
| 12    | Philipp Mölter       | WSV Königssee     | 1:01,46 (12) 1:03,21 (11) | +5,09   |
| 13    | Philipp Ertl         | BSC München       | 1:01,53                   |         |
| 14    | Williams Schmidt     | BSR Oberhof       | 1:01,54                   |         |
| 15    | Christopher Grotheer | BSR Oberhof       | 1:02,01                   |         |
| 16    | Christian Poppner    | RC Ilmenau        | 1:03,25                   |         |

Am Start waren wie im Vorjahr insgesamt 16 Teilnehmer aus acht Vereinen.

## Frauen
| Platz | Sportler           | Verein                 | Laufzeiten                | Zeit    |
| ----- | ------------------ | ---------------------- | ------------------------- | ------- |
| 1     | Katharina Heinz    | RSG Hochsauerland      | 1:00,14 (2) 1:03,19 (2)   | 2:03,33 |
| 2     | Marion Trott       | BSR Oberhof            | 1:00,33 (3) 1:03,16 (1)   | +0,16   |
| 3     | Julia Eichhorn     | BSR Oberhof            | 1:00,12 (1) 1:03,55 (6)   | +0,34   |
| 4     | Kathleen Lorenz    | BSR Oberhof            | 1:00,50 (5) 1:03,23 (3)   | +0,40   |
| 5     | Monique Riekewald  | BSR Oberhof            | 1:00,46 (4) 1:03,49 (5)   | +0,62   |
| 6     | Loretta Huber      | WSV Königssee          | 1:01,98 (9) 1:03,28 (4)   | +1,93   |
| 7     | Sophia Griebel     | RT Suhl                | 1:01,10 (6) 1:04,27 (7)   | +2,04   |
| 8     | Inga Renker        | RSG Hochsauerland      | 1:01,89 (8) 1:04,35 (8)   | +2,91   |
| 9     | Diane Maciejeski   | RSG Hochsauerland      | 1:01,82 (7) 1:04,60 (10)  | +3,09   |
| 10    | Tina Hermann       | WSV Königssee          | 1:02,35 (11) 1:04,54 (9)  | +3,56   |
| 11    | Katharina Hamann   | BSR Oberhof            | 1:02,26 (10) 1:04,99 (11) | +3,92   |
| 12    | Laura Malaika      | BRC 05 Friedrichroda   | 1:02,39 (12) 1:05,56 (12) | +4,62   |
| 13    | Alina Hauswald     | RRV Sonneberg-Schalkau | 1:02,53                   |         |
| 14    | Jacqueline Lölling | RSG Hochsauerland      | 1:02,68                   |         |
| 15    | Sandra Winkler     | WSV Königssee          | 1:02,78                   |         |
| 16    | Katrin Koller      | WSV Königssee          | 1:02,93                   |         |
| 17    | Lena Joch          | RSG Hochsauerland      | 1:03,02                   |         |
| 18    | Simone Weigel      | BSC Winterberg         | 1:03,04                   |         |
| 19    | Lisa Winkler       | WSV Königssee          | 1:03,51                   |         |
| 20    | Lisa Rettler       | BSC Winterberg         | 1:03,88                   |         |
| 21    | Johanna Kastner    | WSV Königssee          | 1:05,11                   |         |

Am Start waren 21 Teilnehmer aus sieben Vereinen, acht mehr als im Vorjahr. Damit gab es erstmals eine signifikante Mehrheit an weiblichen Startern, was auch der internationalen Stärke der deutschen Skeletonfahrerinnen im Vergleich zu ihren männlichen Kollegen entspricht.